# Greta Van Susteren

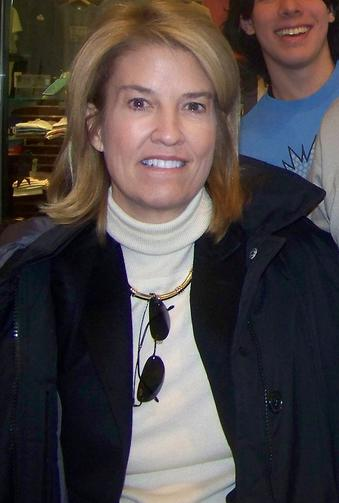
Greta Van Susteren, 2008

Greta Van Susteren (* 11. Juni 1954 in Appleton, Wisconsin) ist eine US-amerikanische Fernsehmoderatorin und Journalistin.

## Leben und Arbeit
Greta Van Susteren wurde 1954 in Wisconsin geboren, wo sie auch ihre Kindheit verbrachte. Ihr Vater Urban Van Susteren war ein enger Freund und der Wahlkampfstratege des Senators Joseph McCarthy, mit dem er später brach. Während der Vater niederländische, französische und deutsche Wurzeln hatte, war ihre Mutter irischer Abstammung. Van Susterens Schwester Lise, die als klinische Psychologin in Bethesda in Maryland lebt, wurde durch ihre Kandidatur für die Nominierung durch die Demokratische Partei für das Amt des Senators von Maryland im Jahr 2006 bekannt.
Van Susteren studierte am Georgetown University Law Center, das sie 1979 mit einem Diplom in Rechtswissenschaften verließ. Anschließend arbeitete sie als Rechtsanwältin und Dozentin in Georgetown.
Anfang der 1990er Jahre wurde Van Susteren einer breiteren Öffentlichkeit bekannt, als sie während des O.J. Simpson-Prozesses regelmäßig als Rechtsanalytikerin auf CNN auftrat. Daran anknüpfend erhielt sie eine Anstellung als Co-Moderatorin der Sendung Burden of Proof und The Point, die sie von 1994 bis 2002 präsentierte.
2002 wechselte Van Susteren zum konservativen Kabelfernsehsender Fox News. Dort präsentierte sie bis Ende 2015 das fünfmal pro Woche ausgestrahlte Format On the Record w/ Greta Van Susteren. Inhaltlich präsentierte die Sendung Interviews mit Politikern und Personen des öffentlichen Lebens zu aktuellen politischen und gesellschaftlichen Themen. Van Susteren, die zu den bekanntesten und beliebtesten Moderatoren des Senders zählte, wurde wie andere Fox-Moderatoren häufig wegen einer übermäßigen Nähe zur Republikanischen Partei und ihren Vertretern kritisiert. Kritisiert wurde sie beispielsweise, als sie 2009 auf sogenannten Tea Parties, von konservativen Gruppen organisierten Massenprotesten, gegen die Politik der Obama-Regierung, auftrat, wobei sich ihre Rolle als Moderatorin nach Meinung einiger Kritiker stark zugunsten einer Rolle als aufstachelnde Anheizerin der versammelten Menschenmassen verwischte.
Nach 14 Jahren bei FOX News verließ sie den Sender. Spekulationen zufolge soll das Verhältnis zwischen ihr und dem Besitzer Rupert Murdoch nach Vertragsverhandlungen sichtlich abgekühlt sein. Das Ende ihrer Sendung und ihren Entschluss den Sender zu verlassen erklärte sie am 6. September 2016 auf Facebook. Anfang 2017 wurde verkündet, dass Greta Van Susteren ihre Karriere bei MSNBC fortsetzen würde. Ihre neue Sendung For the record wurde das erste Mal am 9. Januar 2017 auf MSNBC ausgestrahlt. Doch bereits am 29. Juni 2017 gab sie  überraschend bekannt, den Sender wieder verlassen zu haben. Später wurde bekannt, dass MSNBC sich von ihr getrennt hatte.
Van Susteren ist mit John P. Coale verheiratet. Beide gehören Scientology an.